# Sadie Gale
Sadie Gale (* 31. März 1902 in Sydney; † 20. Juni 1997 ebenda) war eine australische Entertainerin und Schauspielerin.

## Leben
Die Tochter des Sängers und Entertainers Sam Gale und der Varietekünstlerin Myra James begleitete ihre Eltern seit früher Kindheit auf ihren Tourneen und stand mit ihnen drei- oder vierjährig auf der Bühne. Im Theatre Royal von Charters Towers trat sie 1905 mit ihrem Vater als Sam Gale and Little Sadie (später einfach Gale and Sadie) mit Will Wallace’ Waxworks and Vaudeville Company auf. Zwischen 1906 und 1912 tourten die Gales unter dem Management von James  Cassius  Williamson, Ted  Holland, James Brennan und anderen, ab 1912 arbeiteten sie für die neue Kompanie von Ben Fuller und James Brennan in Sydney.
Die erfolgreiche Zusammenarbeit von Sam Gale und Sady endete, als dieser 1912 bei einem Unfall ums Leben kam. Die  Australian Vaudeville Artists' Federation veranstaltete daraufhin auf Initiative von George Sorlie ein Benefizkonzert zu Gunsten der Familie, an dem sich Grace Palotta, Jack Cannot und Vera Pearce beteiligten. 1913 trat Sadie mit ihrer Mutter unter Leitung von Ben Fuller im National Amphitheatre auf. 
Sie schloss sich George Stevenson Wallace’ Revusical Company an, bis sie 1929 Roy Rene heiratete. Mit ihm arbeitete sie bis Anfang der 1950er Jahre zusammen. 1931 wurde ihr Sohn Sam Van-der Sluice geboren, der als Schauspieler, Rundfunk- und Fernsehproduzent bekannt wurde.